# Carouge unicolore
Agelasticus cyanopus
Espèce
Répartition géographique
Statut de conservation UICN

 LC  : Préoccupation mineure
Synonymes
- Agelaius cyanopus (Vieillot, 1819)

Le Carouge unicolore (Agelasticus cyanopus) est une espèce de passereau de la famille des ictéridés qu’on retrouve en Amérique du Sud.

## Distribution
Le Carouge unicolore se retrouve dans le nord de l’Argentine, dans le sud-ouest, au nord et sur la côte est du Brésil, au Paraguay et dans le nord et l’est de la Bolivie.

## Systématique
D'après Alan P. Peterson, il existe quatre sous-espèces :
- A. c. atroolivaceus (Wied-Neuwied, 1831) – la population côtière dans le sud-est du Brésil
- A. c. beniensis (Parkes, 1966) – une population au nord de la Bolivie
- A. c. cyanopus (Vieillot, 1819) – occupe la majeure partie de la distribution du centre-sud de l’Amérique du Sud.
- A. c. xenicus (Parkes, 1966) – la population au nord-est du Brésil

## Habitat
Le Carouge unicolore se voit rarement loin des marécages et des étangs peuplés de végétation émergente de bonne taille.

## Nidification
Ce carouge niche en colonies lâches.  Le nid est placé dans un buisson ou dans la végétation émergente à moins de deux mètres du sol ou de l’eau.  Le nid ressemble à celui du Carouge à épaulettes.  Les œufs sont généralement au nombre de trois.  Le Vacher luisant pond parfois ses œufs dans son nid.

## Galerie

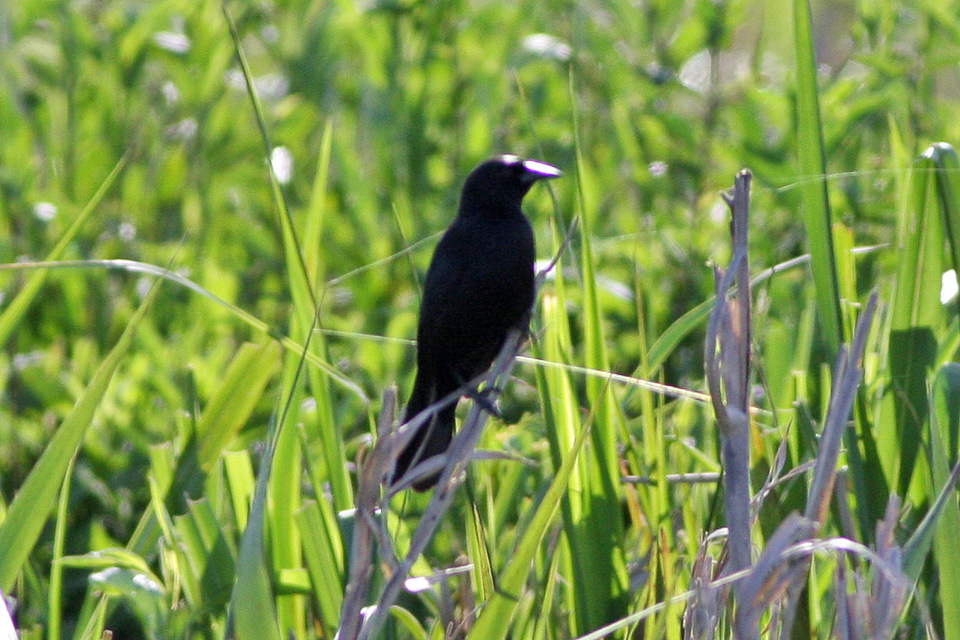
♂
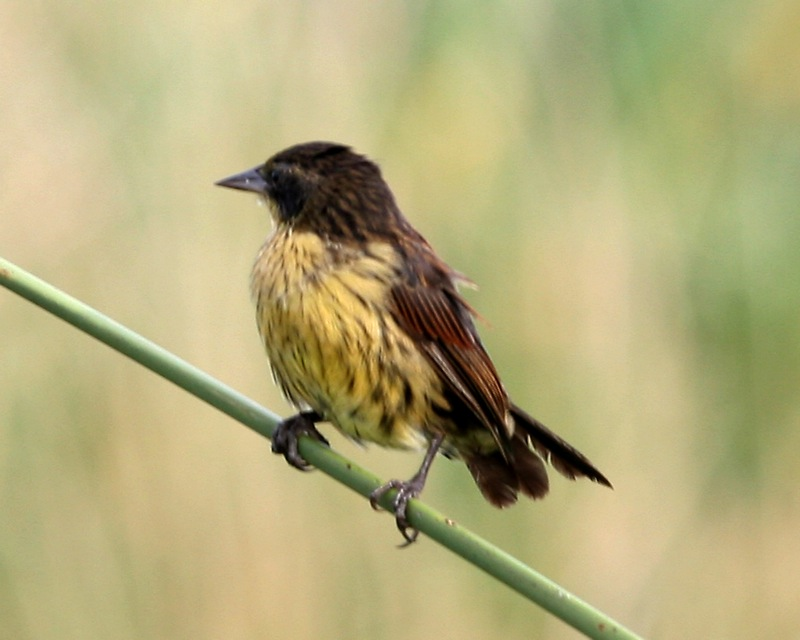
♀
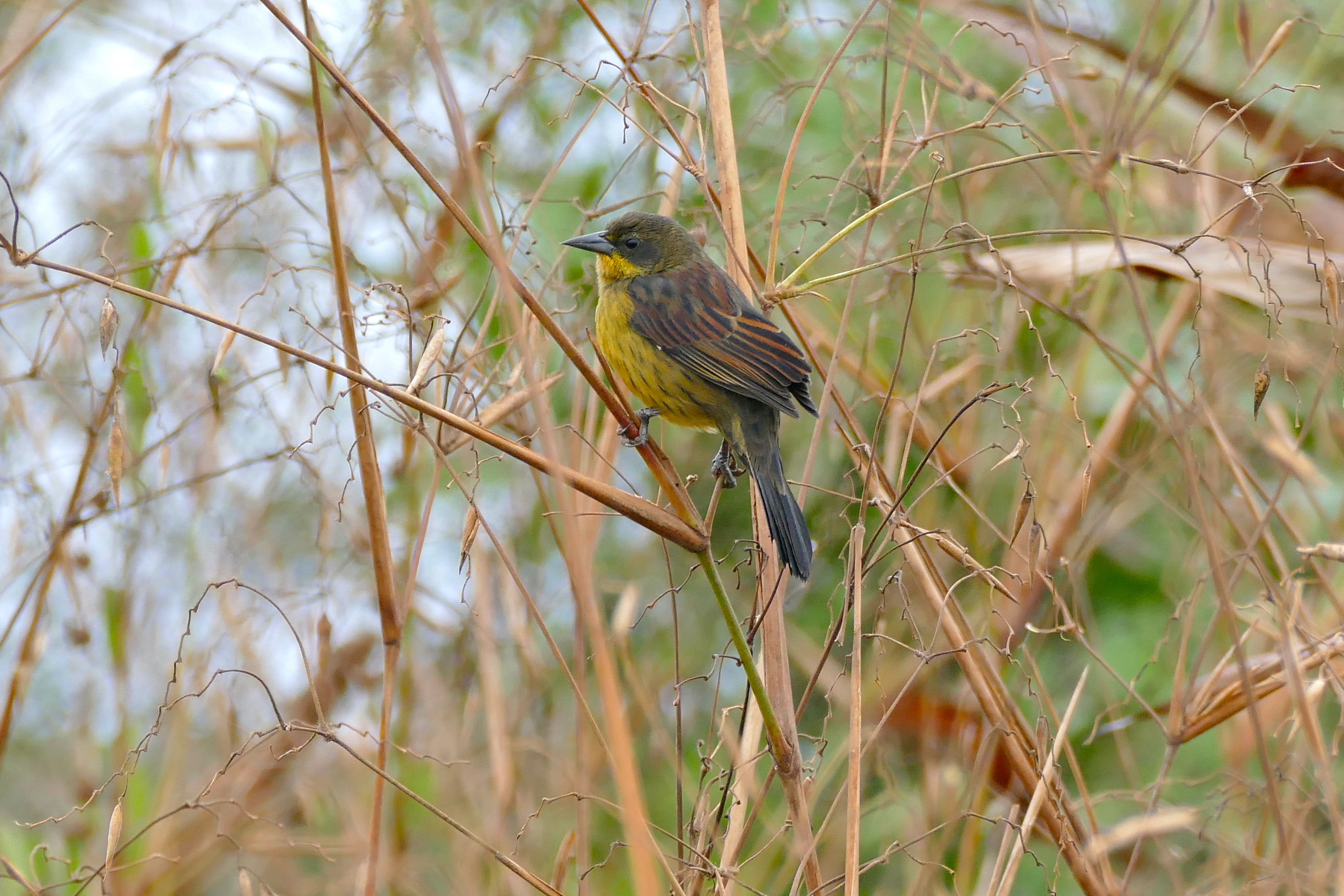
♀